# いっかくじゅう座X星
いっかくじゅう座X星（いっかくじゅうざXせい）は、いっかくじゅう座の脈動変光星。

## 概要
SRA型の半規則型変光星で、155.8日の周期で6.8等と10.2等の間を変光する。いっかくじゅう座X星が分類されるSRA型は半規則型変光星の中でも周期性の良い変光をする赤色巨星が分類される型であり、X星自身も脈動に伴いスペクトル型がM1eIII-M6epの間を変化する赤色巨星である。

## 名称
学名はX Monocerotis（略称：X Mon）、ボン掃天星表の番号はBD-08°1641、ヘンリー・ドレイパーカタログの番号はHD 51478。